# Kedalon (Kalikajar)
Kedalon is een bestuurslaag in het regentschap Wonosobo van de provincie Midden-Java, Indonesië. Kedalon telt 2734 inwoners (volkstelling 2010).